# Андуага, Манолита де
Манолита де Андуага, в замужестве также Форсслинг, Россетти, Андольфи (швед. Manolita de Anduaga; 4 августа 1875, Стокгольм — 23 марта 1968, Рим) — шведская пианистка и композитор.

## Биография
Манолита де Андуага родилась в 1875 году в Стокгольме. Её отцом был испанский дипломат Фредерико Хосе Раймундо де Андуага-и-Луна; матерью — Хедвиг Кристина Тюселиус, дочь премьер-министра Карла Юхана Тюселиуса. В 1877 году умер отец Манолиты. Её мать повторно вышла замуж и переехала, вместе с мужем и дочерью, в Рим. В начале 1890-х Манолита де Андуага вернулась в Швецию.
Музыкой она начала заниматься ещё в раннем возрасте, когда жила в Риме. Затем Манолита училась в Стокгольме у Рихарда Андерссона, одного из наиболее известных педагогов того времени. Потом, выйдя замуж в 1898 году за офицера Ивара Форсслинга, она жила в Берлине, где училась у пианистки и композитора из Венесуэлы, Марии Тересы Карреньо, а также у португальского пианиста Жозе Виана да Мотта. В 1898 году последовал второй брак, с итальянским художником Луиджи Россетти, который впоследствии покончил с собой во время их бракоразводного процесса. Наконец, в 1913 году Манолита вышла замуж за итальянского виолончелиста и писателя Отелло Андольфи, вместе с которым выступала в Италии и Швеции.
В период, когда супруги Андольфи жили в Швеции, они открыли собственную школу в Стокгольме — «Scuola italiana di musica». В газетном объявлении, опубликованном в Svenska Dagbladet 21 марта 1915 года, о Манолите де Андуага говорится, что она является ученицей Рихарда Андерссона, Франца Шарвенки, Морица Мошковского, Джованни Сгамбати и Тересы Карреньо.
В Риме Манолита де Андуага много концертировала. Так, в 1911 году она дала сольный концерт в честь столетнего юбилея Ференца Листа. Кроме того, сохранились свидетельства, что пианистка выступала на собраниях дадаистов, где исполняла авангардные произведения, в том числе Шёнберга, Стравинского и Эволы.
Манолита де Андуага умерла в Риме в 1968 году.